# WTA de Osaka
O WTA de Osaka – ou Kinoshita Group Japan Open Tennis Championships, atualmente – é um torneio de tênis profissional feminino, de categoria WTA 250.
Realizado em Osaka, no Japão, estreou em 2009, durou seis anos na primeira fase, e foi trocado pelo International de Tóquio. Substituiu por um ano o WTA de Tóquio, em 2019, enquanto a capital japonesa se preparava para os Jogos Olímpicos de Verão de 2020 (que aconteceria em 2021). Retornou apropriadamente ao circuito em 2023. Os jogos são disputados em quadras duras durante o mês de setembro. 

## Finais

### Simples
| Ano                                     | Campeã              | Vice-campeã              | Resultado      |
| --------------------------------------- | ------------------- | ------------------------ | -------------- |
| 2024                                    | Suzan Lamens        | Kimberly Birrell         | 6–0, 6–4       |
| 2023                                    | Ashlyn Krueger      | Zhu Lin                  | 6–3, 7–66      |
| Torneio não realizado entre 2022 e 2020 |                     |                          |                |
| 2019                                    | Naomi Osaka         | Anastasia Pavlyuchenkova | 6–2, 6–3       |
| Torneio não realizado entre 2018 e 2015 |                     |                          |                |
| 2014                                    | Samantha Stosur     | Zarina Diyas             | 7–67, 6–3      |
| 2013                                    | Samantha Stosur     | Eugenie Bouchard         | 3–6, 7–5, 6–2  |
| 2012                                    | Heather Watson      | Chang Kai-chen           | 5–7, 7–5, 7–64 |
| 2011                                    | Marion Bartoli      | Samantha Stosur          | 6–3, 6–1       |
| 2010                                    | Tamarine Tanasugarn | Kimiko Date-Krumm        | 7–5, 46–7, 6–1 |
| 2009                                    | Samantha Stosur     | Francesca Schiavone      | 7–5, 6–1       |

### Duplas
| Ano                                     | Campeãs                             | Vice-campeãs                      | Resultado        |
| --------------------------------------- | ----------------------------------- | --------------------------------- | ---------------- |
| 2024                                    | Ena Shibahara Laura Siegemund       | Cristina Bucșa Monica Niculescu   | 3–6, 6–2, [10–2] |
| 2023                                    | Anna-Lena Friedsam Nadiia Kichenok  | Anna Kalinskaya Yulia Putintseva  | 7–63, 6–3        |
| Torneio não realizado entre 2022 e 2020 |                                     |                                   |                  |
| 2019                                    | Chan Hao-ching Latisha Chan         | Hsieh Su-wei Hsieh Yu-chieh       | 7–5, 7–5         |
| Torneio não realizado entre 2018 e 2015 |                                     |                                   |                  |
| 2014                                    | Shuko Aoyama Renata Voráčová        | Lara Arruabarrena Tatjana Maria   | 6–1, 6–2         |
| 2013                                    | Kristina Mladenovic Flavia Pennetta | Samantha Stosur Zhang Shuai       | 6–4, 6–3         |
| 2012                                    | Raquel Kops-Jones Abigail Spears    | Kimiko Date-Krumm Heather Watson  | 6–1, 6–4         |
| 2011                                    | Kimiko Date-Krumm Zhang Shuai       | Vania King Yaroslava Shvedova     | 7–5, 3–6, [11–9] |
| 2010                                    | Chang Kai-chen Lilia Osterloh       | Shuko Aoyama Rika Fujiwara        | 6–0, 6–3         |
| 2009                                    | Chuang Chia-jung Lisa Raymond       | Chanelle Scheepers Abigail Spears | 6–2, 6–4         |